# Nikolaï Poutchkov
Pour les articles homonymes, voir Poutchkov.
Temple de la renommée russe : 2004
Nikolaï Gueorguievitch Poutchkov - en russe : Николай Георгиевич Пучков et en anglais : Nikolai Puchkov - (né le 30 janvier 1930 à Moscou en URSS - mort le 8 août 2005 à Saint-Pétersbourg) est un joueur professionnel russe de hockey sur glace.

## Carrière de joueur
En 1949, il commence sa carrière dans le championnat d'URSS avec le VVS MVO Moscou. Après trois titres de champion, il rejoint le CSKA Moscou en 1953. Il remporte six titres nationaux avec le club sportif de l'armée. En 1963, il met un terme à sa carrière après une dernière saison avec le SKA Leningrad. Il termine avec un bilan de 220 matchs en élite.

## Carrière internationale
Il a représenté l'URSS à 90 reprises sur une période de 10 saisons entre 1954 et 1963. Il a remporté les Jeux olympiques en 1956 et le bronze en 1960. Il a participé à sept éditions des championnats du monde pour un bilan de deux médailles d'or, quatre d'argent et une de bronze.

## Trophées et honneurs personnels
- Championnat du monde
  - 1959 : élu meilleur gardien.
- URSS
  - 1954, 1955, 1956, 1957, 1958, 1959, 1960 et 1962 : élu dans l'équipe d'étoiles.